# Pandore (Waterhouse)
Pour les articles homonymes, voir Pandore (homonymie).
Pandore est un tableau peint par John William Waterhouse vers 1896. Haut de 152 cm et large de 91, il illustre le mythe de Pandore de la mythologie grecque. Il est conservé dans une collection particulière.